# パリス (メイン州)
パリス（英: Paris）は、アメリカ合衆国メイン州の町。オックスフォード郡の郡庁所在地である。人口は5,183人（2010年）。町内に国勢調査指定地域であるサウスパリスが入っている。アメリカ合衆国郵便局が町全体をサウスパリスと呼んでいるので、町は通常サウスパリスと呼ばれる。その例外はパリスヒルであり、観光客に人気のある美しい歴史地区である。

## 歴史

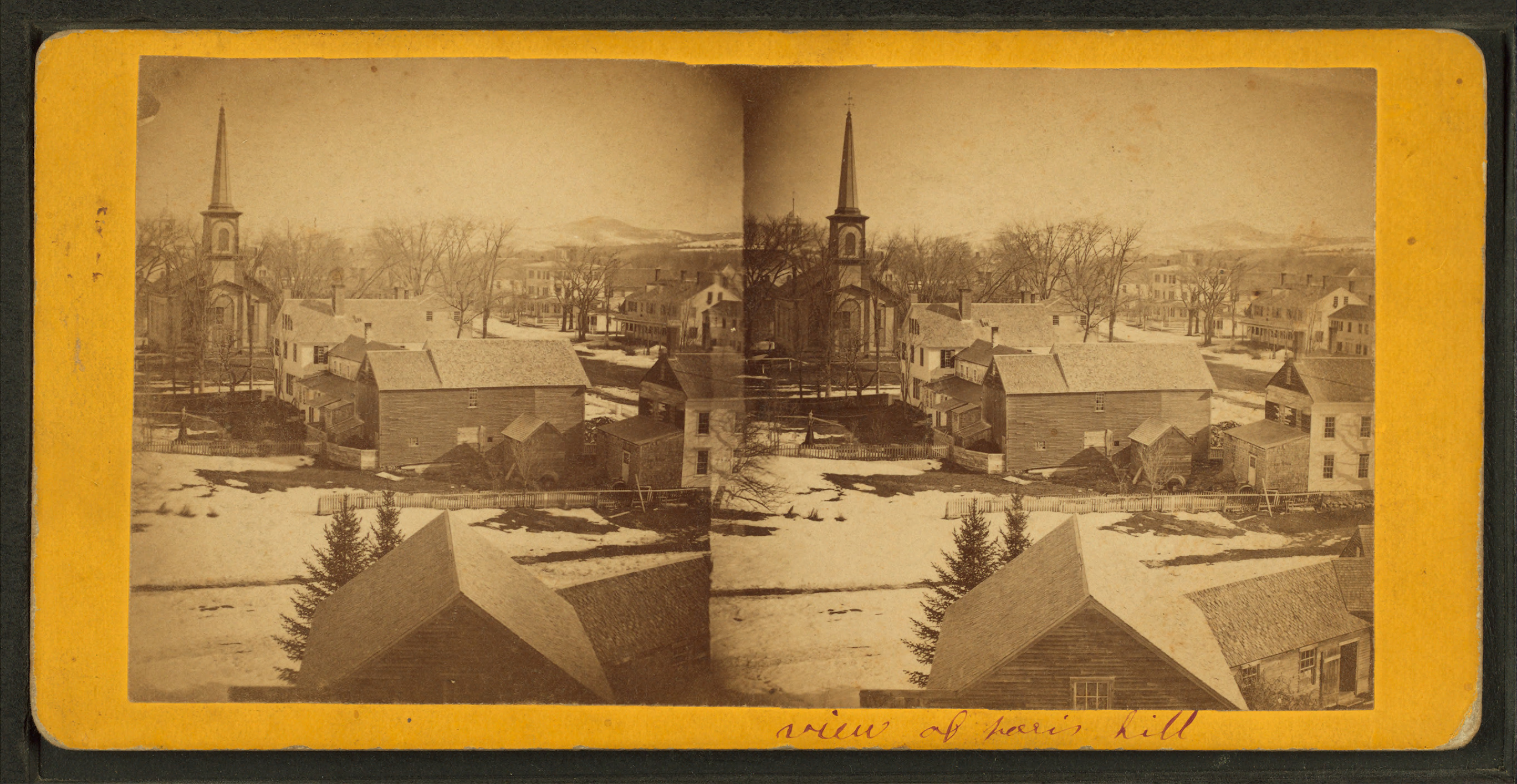
「パリスヒルの景観」、ビクトリア期のステレオグラフ・カード

パリスの町となった地域は、フレンチ・インディアン戦争に従軍したことの報償として、1771年6月11日に、マサチューセッツ州ウォータータウンのジョシュア・フラー大尉他60人（あるいはその承継者）に払い下げられた。これに先立つ1736年11月24日にニューハンプシャーでタウンシップ第4号と呼ばれる払下げ地が、ジョン・メイソンの承継者によって既に権利請求されていたために無効と判断されたので、兵士達に土地を支給する2回目の試みとなった。メインの土地もタウンシップ第4号という名称を保持することになった。
1779年、ラミュエル・ジャクソン、ジョン・ウィリスと彼らの家族が今の町の中央近くに入植したのが始まりだった。タウンシップ第4号として組織化された町は、1793年6月20日にパリスとして法人化された。1805年にオックスフォード郡が設立されたときに、パリスは郡庁所在地に指定され、繁栄する町に成長した。州内でも最上級の家畜や酪農農園など景観美と優れた牧草地で知られた。大きなリンゴ園も多くあった。パリスヒルの村が海抜820フィート (250 m) の地に設立され、ホワイト山地 (ニューハンプシャー州)のチョコルア山やワシントン山が見られた。パリスヒルの歴史地区は1973年にアメリカ合衆国国家歴史登録財に指定されており、連邦様式やギリシャ復古調の建築の素晴らしい例が見られる。1822年に花崗岩で建てられた旧オックスフォード郡監獄は、1902年にパリスヒル図書館協会に贈られ、現在はハムリン記念図書館と博物館になっている。
リトル・アンドロスコギン川がサウスパリスの工場に水力を提供し、1850年6月8日にアトランティック・アンド・セントローレンス鉄道がパリスまで開通した後は、そこが町の中心になった。町にある工場としては、製粉所、製材所、屋根材工場、カンナ盤工場、鉄鋳造所、機械工場があった。1890年代、郡庁舎がパリスヒルから鉄道の駅に近いサウスパリスに移された。世界恐慌と共に製造業は衰退したが、サウスパリスは町の商業中心であり続けた。ノースパリスを含むウェストパリスが1957年に分離して法人化された。

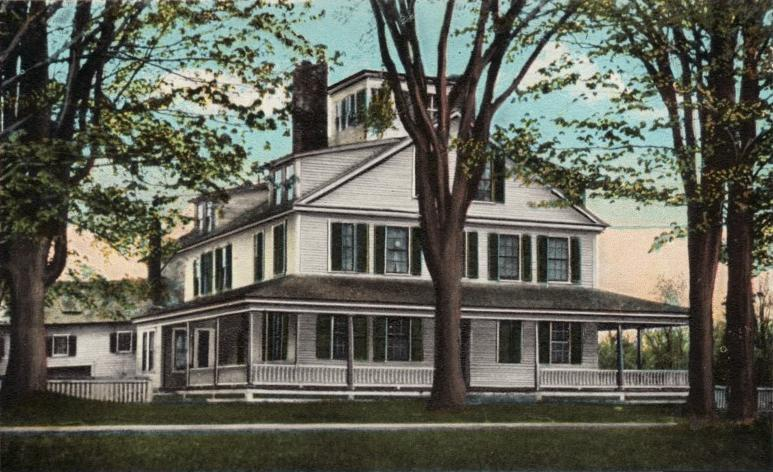
ハムリン邸、1920年
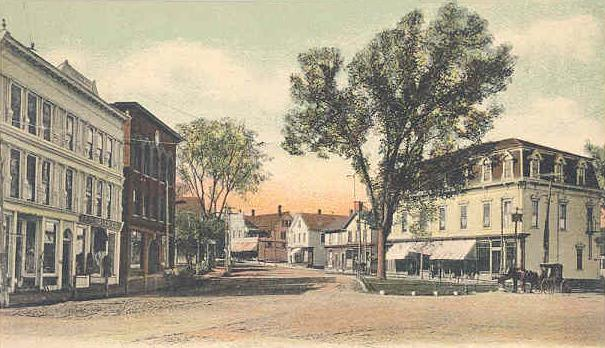
マーケット広場、1905年頃
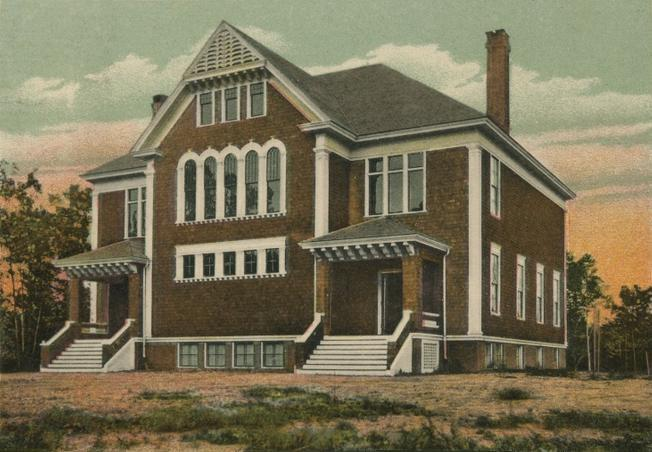
旧高校、1907年

## 地理
アメリカ合衆国国勢調査局に拠れば、町域全面積は40.97平方マイル (106.11 km2)であり、このうち陸地40.77平方マイル (105.59 km2)、水域は0.20平方マイル (0.52 km2)で水域率は0.49%である。町内をリトル・アンドロスコギン川が流れている。町はペグマタイト（巨晶花こう岩）の上にあり、多くの希少な宝石や稀石が見つかる。緑柱石、柘榴石、トルマリン、アメシスト、スモーキークォーツなどである。
町内にはメイン州道の26、117、118、119号線が通っている。

## 人口動態

### 2010年国勢調査
以下は2010年の国勢調査による人口統計データである。
| 基礎データ - 人口: 5,183 人 - 世帯数: 2,187 世帯 - 家族数: 1,332 家族 - 人口密度: 49.1人/km2（127.1 人/mi2） - 住居数: 2,419 軒 - 住居密度: 22.9軒/km2（59.3 軒/mi2） 人種別人口構成 - 白人: 95.9% - アフリカン・アメリカン: 0.5% - ネイティブ・アメリカン: 0.5% - アジア人: 0.8% - その他の人種: 0.4% - 混血: 2.0% - ヒスパニック・ラテン系: 1.3% | 年齢別人口構成 - 18歳未満: 20.8% - 18-24歳: 7.1% - 25-44歳: 23% - 45-64歳: 29.2% - 65歳以上: 19.9% - 年齢の中央値: 44歳 - 性比（女性100人あたり男性の人口） - 総人口: 94.6 世帯と家族（対世帯数） - 18歳未満の子供がいる: 28.6% - 結婚・同居している夫婦: 43.3% - 未婚・離婚・死別女性が世帯主: 11.5% - 非家族世帯: 39.1% - 単身世帯: 30.5% - 65歳以上の老人1人暮らし: 14.2% - 平均構成人数 - 世帯: 2.28人 - 家族: 2.80人 |

### 2000年国勢調査
以下は2000年の国勢調査による人口統計データである。
| 基礎データ - 人口: 4,793 人 - 世帯数: 1,975 世帯 - 家族数: 1,238 家族 - 人口密度: 45.4人/km2（117.6 人/mi2） - 住居数: 2,142 軒 - 住居密度: 20.3軒/km2（52.5 軒/mi2） 人種別人口構成 - 白人: 97.89% - アフリカン・アメリカン: 0.31% - ネイティブ・アメリカン: 0.15% - アジア人: 0.92% - 太平洋諸島系: 0.02% - その他の人種: 0.19% - 混血: 0.52% - ヒスパニック・ラテン系: 0.35% 先祖による構成 - イギリス系：31.2% - アメリカ人：15.0% - フランス系：9.9% - アイルランド系：9.7% - フィンランド系：7.1% | 年齢別人口構成 - 18歳未満: 21.7% - 18-24歳: 7.9% - 25-44歳: 27.5% - 45-64歳: 23.0% - 65歳以上: 19.9% - 年齢の中央値: 40歳 - 性比（女性100人あたり男性の人口） - 総人口: 91.3 - 18歳以上: 89.4 世帯と家族（対世帯数） - 18歳未満の子供がいる: 27.7% - 結婚・同居している夫婦: 48.8% - 未婚・離婚・死別女性が世帯主: 9.9% - 非家族世帯: 37.3% - 単身世帯: 30.3% - 65歳以上の老人1人暮らし: 14.7% - 平均構成人数 - 世帯: 2.31人 - 家族: 2.85人 | 収入と家計 - 収入の中央値 - 世帯: 33,625米ドル - 家族: 43,166米ドル - 性別 - 男性: 28,235米ドル - 女性: 20,764米ドル - 人口1人あたり収入: 16,441米ドル - 貧困線以下 - 対人口: 10.2% - 対家族数: 4.9% - 18歳未満: 10.7% - 65歳以上: 10.8% |

## 見どころと国定歴史史跡
- セレブレーション・バーン劇場[10]
- ハムリン記念図書館と博物館[11]
- パリス・ケープ歴史協会[12]
- ディアリング記念ユナイテッド・メソジスト教会

## 著名な出身者

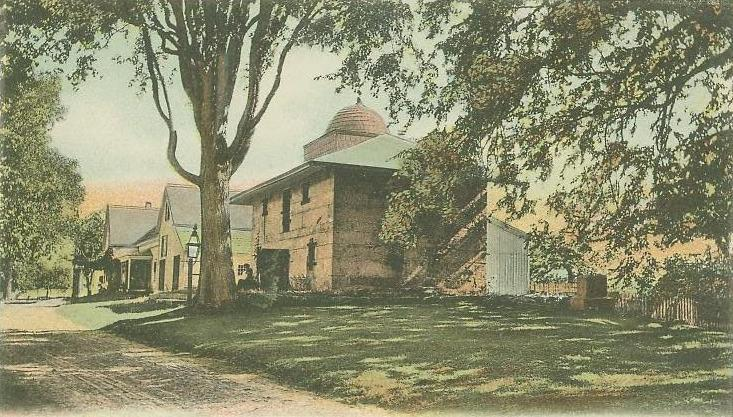
パリスヒルの旧監獄、現在はハムリン記念図書館と博物館

- ハンニバル・ハムリン、アメリカ合衆国下院議員、同上院議員、第26代メイン州知事、第15代アメリカ合衆国副大統領
- ホレイショ・キング、アメリカ合衆国郵政長官
- アルビオン・パリス、アメリカ合衆国下院議員、同上院議員、第5代メイン州知事